# Pelouses, bois, forêts neutrocalcicoles et système alluvial de la moyenne vallée de l'Authie
Pelouses, bois, forêts neutrocalcicoles et système alluvial de la moyenne vallée de l'Authie este o arie protejată (sit de importanță comunitară — SCI) din Franța întinsă pe o suprafață de 115 ha, integral pe uscat.

## Localizare
Centrul sitului Pelouses, bois, forêts neutrocalcicoles et système alluvial de la moyenne vallée de l'Authie este situat la coordonatele 50°15′21″N 2°03′33″E / 50.25583°N 2.05917°E.

## Înființare
Situl Pelouses, bois, forêts neutrocalcicoles et système alluvial de la moyenne vallée de l'Authie a fost declarat arie specială de conservare în baza directivei 92/43 din 1992 referitoare la conservarea habitatelor naturale și a faunei și florei sălbatice pentru a proteja 9 specii de animale.

## Biodiversitate
Situată în ecoregiunea atlantică, aria protejată conține 9 habitate naturale: Cursuri de apă de la nivel de câmpie la nivel montan, cu vegetație Ranunculion fluitantis și Callitricho-Batrachion, Formațiuni de Juniperus communis pe lande sau pajiști calcaroase, Pajiști uscate seminaturale și facies de acoperire cu tufișuri pe substraturi calcaroase (Festuco-Brometalia) (* situri importante pentru orhidee), Fânețe de joasă altitudine (Alopecurus pratensis, Sanguisorba officinalis), Păduri de fag Asperulo-Fagetum, Păduri pe pante, grohotișuri și ravene de Tilio-Acerion, Liziere de ierburi înalte hidrofile de câmpie și de nivel montan până la alpin, Lacuri eutrofice naturale cu vegetație de tip Magnopotamion sau Hydrocharition, Păduri aluvionare cu Alnus glutinosa și Fraxinus excelsior (Alno-Padion, Alnion incanae, Salicion albae).
La baza desemnării sitului se află mai multe specii protejate:
- amfibieni (1): triton cu creastă (Triturus cristatus)
- mamifere (5): liliac cârn (Barbastella barbastellus), liliac cu urechi mari (Myotis bechsteinii), liliac cărămiziu (Myotis emarginatus), liliac comun (Myotis myotis), liliacul mare cu potcoavă (Rhinolophus ferrumequinum)
- pești (3): zglăvoacă (Cottus gobio), cicar (Lampetra planeri), somonul (Salmo salar)

Pe lângă speciile protejate, pe teritoriul sitului au mai fost identificate 29 de specii de plante.